# アルジェリアの都市の一覧

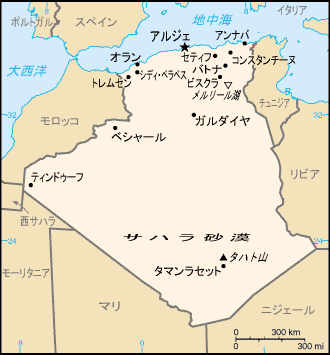
アルジェリアの地図

アルジェリアの都市の一覧。
首都・最大都市はアルジェ。

## 人口上位10都市(2011年)
| 順位 | 都市                   | アラビア語  | 人口      | 県                       |
| ---- | ---------------------- | ----------- | --------- | ------------------------ |
| 1.   | アルジェ               | الجزائر     | 3,415,811 | アルジェ県               |
| 2.   | オラン                 | وهران       | 803,329   | オラン県                 |
| 3.   | コンスタンティーヌ     | قسنطينة     | 448,374   | コンスタンティーヌ県     |
| 4.   | ジェルファ             | الجلفة      | 339,248   | ジェルファ県             |
| 5.   | バトナ                 | باتنة       | 290,645   | カフ県                   |
| 6.   | セティフ               | سطيف        | 288,461   | セティフ県               |
| 7.   | アンナバ               | عنّابة       | 257,359   | アンナバ県               |
| 8.   | シディ・ベル・アッベス | سيدي بلعباس | 212,935   | シディ・ベル・アッベス県 |
| 9.   | ビスクラ               | بسكرة       | 204,661   | ビスクラ県               |
| 10.  | ブリダ                 | البليدة     | 182,447   | ブリダ県                 |

## その他の都市
- アンナバ
- イナメナス
- イリジ
- インサラー
- エル・ウェッド
- エル・フロウブ
- ガルダイア
- ゲルマ
- サイダ
- ジェミラ
- ジジェル
- ジャーネット
- シュレフ
- スキクダ
- タマンラセット
- ティパサ
- ティンドゥフ
- トゥーグラ
- トレムセン
- ブイラ
- ベジャイア
- ベシャール
- ヘンシュラ
- ボルジ・ブ・アレリジ
- マスカラ
- ムシラ
- メデア
- メルス・エル・ケビール
- モスタガネム
- ラグアット
- ルリザンヌ
- ワルグラ